# NGC 2468
NGC 2468 est une galaxie lenticulaire relativement éloignée et située dans la constellation du Lynx. NGC 2468 a été découverte par l'astronome prussien Heinrich d'Arrest en 1865.

## Caractéristiques
Sa vitesse par rapport au fond diffus cosmologique est de 8 947 ± 52 km/s, ce qui correspond à une distance de Hubble de 132,0 ± 9,3 Mpc (∼431 millions d'al).
Steinicke donne comme désignation pour cette galaxie UGC 4110. En fait, selon Simbad, UGC 4110 est la galaxie au sud de NGC 2468. Est-ce une erreur de Simbad ou est-ce que d'Arrest n'aurait vu qu'une galaxie dans son télescope ?